# François Verboven
François Verboven (data i miejsce urodzenia oraz śmierci nieznane) – belgijski gimnastyk, medalista olimpijski.

## Kariera
W 1920 r. reprezentował barwy Belgii na letnich igrzyskach olimpijskich w Antwerpii, zdobywając srebrny medal w wieloboju drużynowym. Startował również w wieloboju indywidualnym, zajmując 17. miejsce.